# Razziegalan 2009
Razziegalan 2009 var den 29:e upplagan av Golden Raspberry Awards och hölls 21 februari 2009. Galan hölls i vanlig ordning dagen före Oscarsgalan, och gav pris till de sämsta insatserna under 2008. Skådespelarna Mike Myers och Paris Hilton, samt regissören Uwe Boll vann detta året två priser var.

## Vinnare och nominerade
| Sämsta film | Sämsta regissör |
| --- | --- |

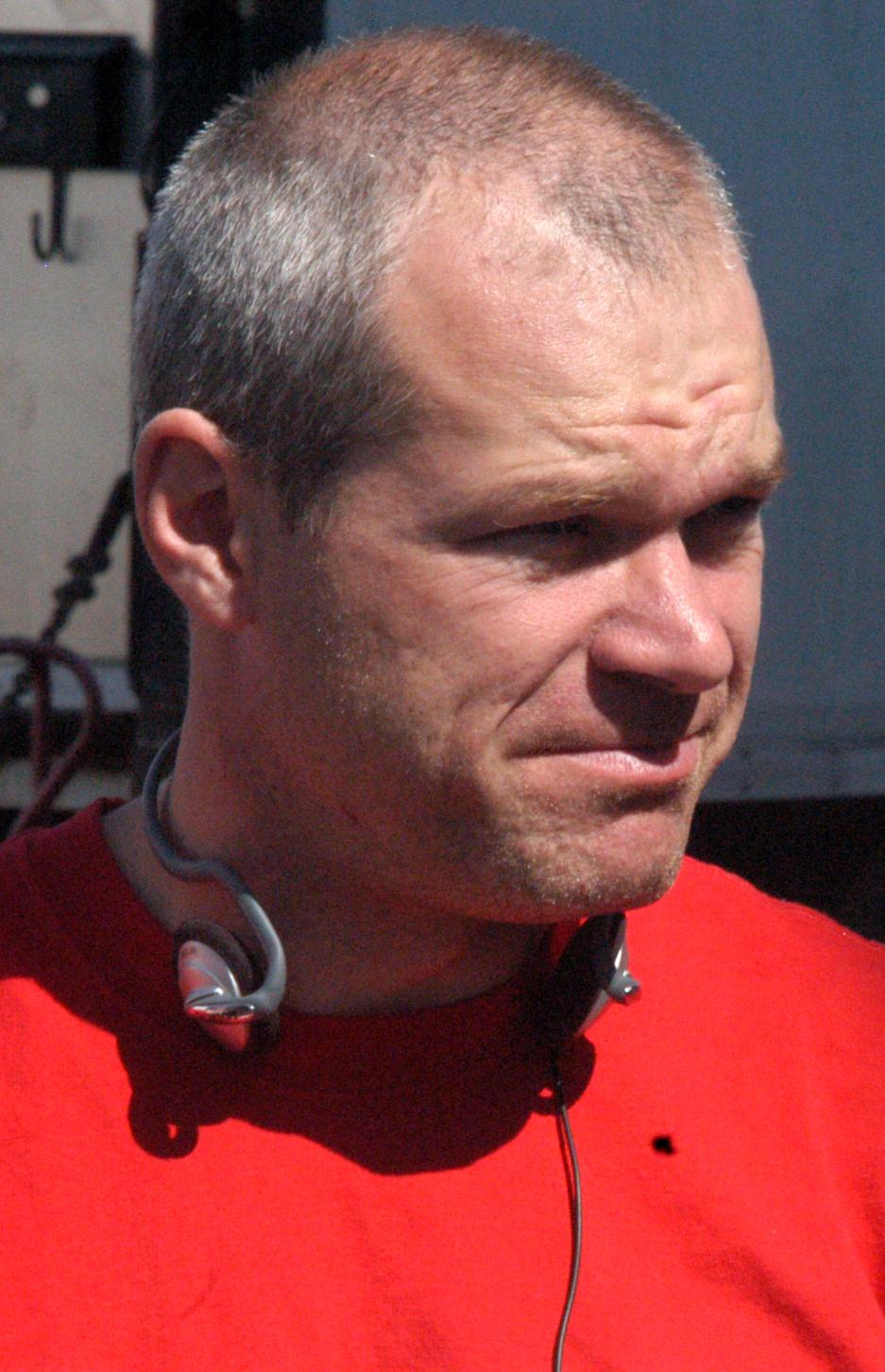
Uwe Boll,
Sämsta regi &
Worst Career Achievement Award

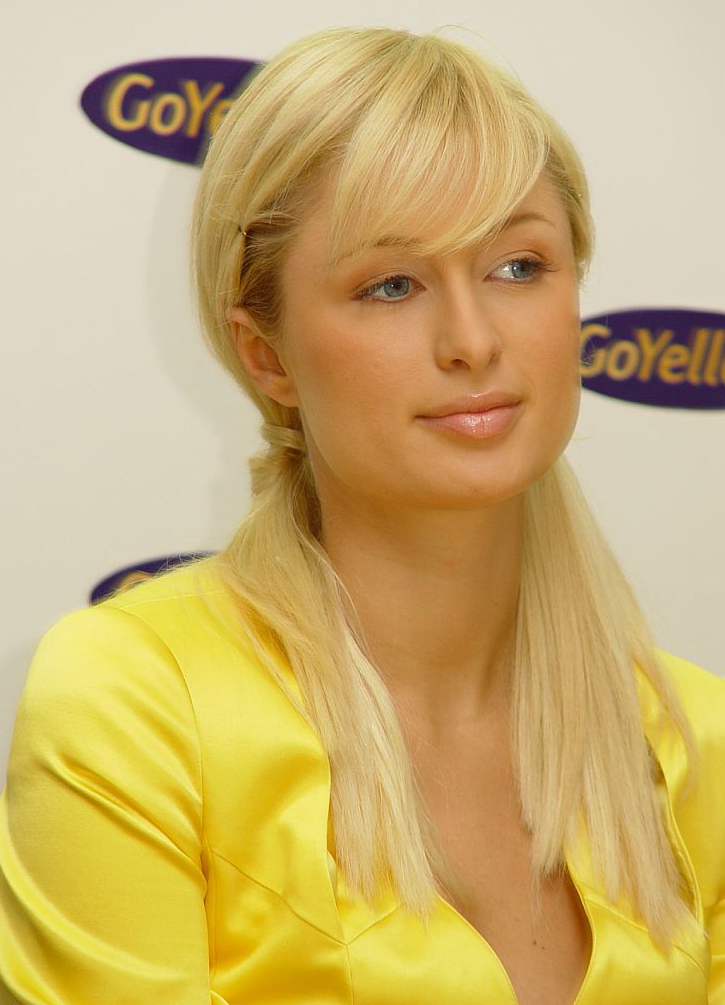
Paris Hilton,
Sämsta kvinnliga skådespelare &
Sämsta kvinnliga biroll

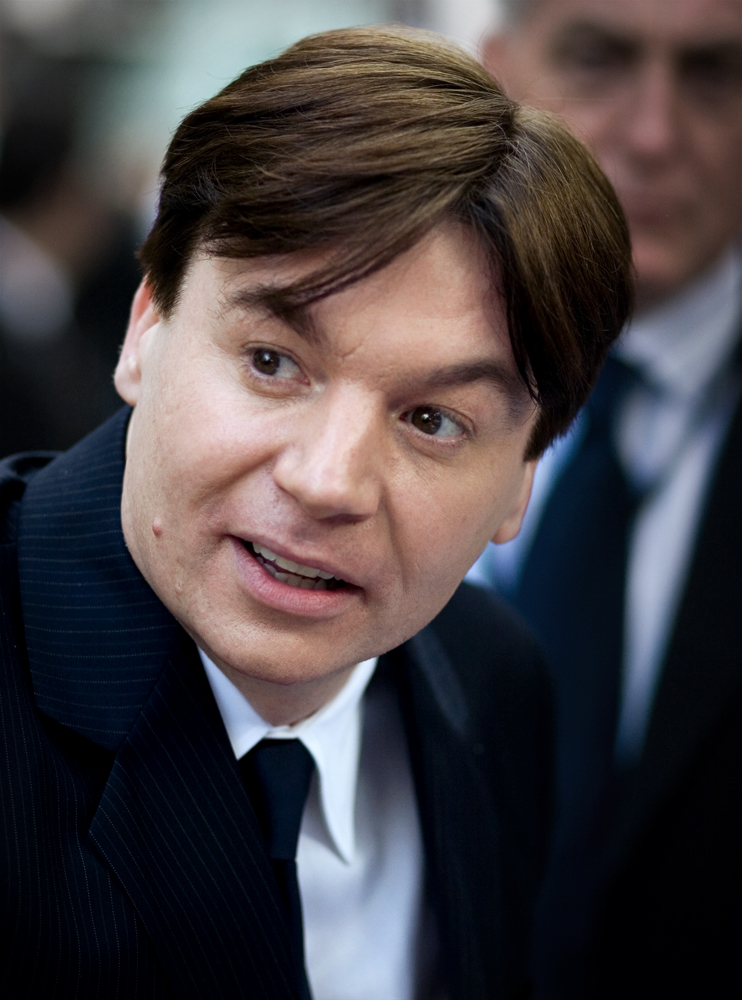
Mike Myers,
Sämsta manliga skådespelare &
Sämsta manus (Delad)

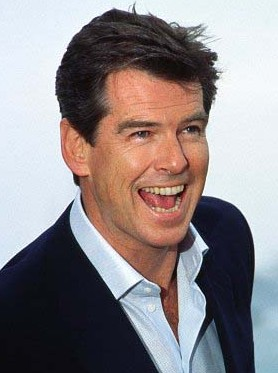
Pierce Brosnan,
Sämsta manliga biroll

| - The Love Guru – Paramount - Disaster Movie – Lionsgate & Meet the Spartans – 20th Century Fox (Nominerade tillsammans) - The Happening – 20th Century Fox - The Hottie and the Nottie – Regent/Summit - In the Name of the King – Boll KG/Brightlight Pictures                                | - Uwe Boll – Tunnel Rats, In the Name of the King, och Postal - Jason Friedberg och Aaron Seltzer – Disaster Movie och Meet the Spartans - Tom Putnam – The Hottie and the Nottie - Marco Schnabel – The Love Guru - M. Night Shyamalan – The Happening                                                                                             |
| Sämsta kvinnliga skådespelare | Sämsta manliga skådespelare |
| - Paris Hilton – The Hottie and the Nottie - Jessica Alba – The Eye och The Love Guru - Cameron Diaz – What Happens in Vegas - Kate Hudson – Fool's Gold och My Best Friend's Girl - Rollbesättningen i The Women (Annette Bening, Eva Mendes, Debra Messing, Jada Pinkett Smith, och Meg Ryan) | - Mike Myers – The Love Guru - Larry the Cable Guy – Witless Protection - Eddie Murphy – Ett UFO i New York - Al Pacino – 88 Minutes och Righteous Kill - Mark Wahlberg – The Happening och Max Payne |
| Sämsta kvinnliga biroll | Sämsta manliga biroll |
| - Paris Hilton – Repo! The Genetic Opera - Carmen Electra – Disaster Movie och Meet the Spartans - Kim Kardashian – Disaster Movie - Jenny McCarthy – Witless Protection - Leelee Sobieski – 88 Minutes och In the Name of the King                                                             | - Pierce Brosnan – Mamma Mia! - Uwe Boll – Postal (Som sig själv) - Ben Kingsley – The Love Guru, The Wackness och War, Inc. - Burt Reynolds – Deal och In the Name of the King - Verne Troyer – The Love Guru och Postal |
| Sämsta manus | Sämsta filmpar |
| - The Love Guru – Mike Myers och Graham Gordy - Disaster Movie och Meet the Spartans – Jason Friedberg och Aaron Seltzer (Nominerade tillsammans) - The Happening – M. Night Shyamalan - The Hottie and the Nottie – Heidi Ferrer - In the Name of the King – Doug Taylor                       | - Paris Hilton och antingen Christine Lakin eller Joel Moore i The Hottie and the Nottie - Uwe Boll och "vilken skådespelare, kamera eller manus som helst" - Cameron Diaz och Ashton Kutcher i What Happens in Vegas - Larry the Cable Guy och Jenny McCarthy i Witless Protection - Eddie Murphy i Ett UFO i New York (Tillsammans med sig själv) |
| Sämsta prequel, nyinspelning, rip-off eller uppföljare | Worst Career Achievement Award |
| - Indiana Jones och Kristalldödskallens rike - The Day the Earth Stood Still (Remake på filmen med samma namn från 1951 - Disaster Movie och Meet the Spartans (Nominerade tillsammans) - Speed Racer - Star Wars: The Clone Wars                                                               | - Uwe Boll (Motivering: "Tysklands svar på Ed Wood") |

### Filmer med flera vinster
| Vinster | Film                      |
| ------- | ------------------------- |
| 3       | The Love Guru             |
| 2       | The Hottie and the Nottie |